# Magellanvråk
Magellanvråk (Buteo ventralis) är en fågel i familjen hökar inom ordningen hökfåglar.

## Utseende och läte
Magellanvråken liknar i stort rödstjärtade vråken i Nordamerika. Adulta fåglar har diagnostisk roströd stjärt med smala mörka tvärband. Ljus fas har undertill en svart kant på framsidan av vingen. Den sällsynta mörka fasen har mörk kropp, med grå anstrykning på stjärten hos adult fågel. Ungfågel mörk fas har bredare och trubbigare vingar är mycket liknande formen hos rödryggig vråk.

## Utbredning och systematik
Fågeln förekommer i Patagonien, södra Chile och Argentina. Den behandlas som monotypisk, det vill säga att den inte delas in i några underarter.

## Levnadssätt
Magellanvråken är en fåtal och lokalt förekommande rovfågel som hittas i tempererad regnskog och intilliggande mer öppna miljöer. Den jagar mest genom utfall från sittplats snarare än i flykten.

## Status
Magellanvråken tros ha en liten världspopulation, uppskattad till under 1 000 vuxna individer. Den är därför upptagen på IUCN:s lista över utrotningshotade arter, där kategoriserad som sårbar.